# Ichneumon dipsacanae
Ichneumon dipsacanae är en stekelart som beskrevs av Franz Paula von Schrank 1802. Ichneumon dipsacanae ingår i släktet Ichneumon och familjen brokparasitsteklar. Inga underarter finns listade i Catalogue of Life.